# Dolly macht Karriere
Dolly macht Karriere ist eine deutsche Filmkomödie aus dem Jahre 1930 von Anatol Litwak, der hiermit sein Regiedebüt gab. Dolly Haas spielte hier ihre erste Kinohauptrolle und wurde dadurch „über Nacht zum Star und neuen Publikumsliebling“.

## Handlung
Die knabenhafte Dolly Klaren, die sich ihren Lebensunterhalt als Verkäuferin in einem Hutsalon verdient, ist ein energiegeladener Wildfang. Sie will am liebsten ihre ganze Power als Künstlerin ausleben und träumt von einer Schauspielkarriere am Theater. Eine enge Freundschaft verbindet sie mit dem ebenso talentierten wie erfolglosen Musiker Fred, der Dolly aber nur auslacht, als sie ihm von ihren Bühnenplänen berichtet. Mit einem Kniff kann sie den ortsansässigen Theaterdirektor Silbermann aufsuchen, der sich gerade in großer Not befindet: die Hauptrolle eines Stücks muss neu besetzt werden, weil der bisherige Star ihn schmählich im Stich gelassen hat. Silbermann, ein kompakter, stets ein wenig hektischer und temperamentvoller Theatermann durch und durch, weiß wie PR funktioniert. Da er bei Dolly Talent erkennt, rührt er kräftig die Werbetrommel und preist die vollkommen Unbekannte gegenüber der Öffentlichkeit mit großem Bohei an.
Um das zartgliedrige Mädchen für das Publikum noch ein bisschen interessanter zu machen, setzt Silbermann auch noch das Gerücht in die Welt, Dolly sei die Geliebte des noblen Herzogs Eberhard von Schwarzenburg. Der weiß natürlich nichts von seinem Glück und beginnt nun Interesse an dem jungen Mädchen zu entwickeln. Aus diesem Grunde besucht er die erste Vorstellung der neuen Revue mit Dolly, die für die Debütantin ein ziemlicher Reinfall wird. Der soignierte Adelige nimmt sich Dollys an und versucht, sie so weit es geht zu trösten. Rasch verliebt sich der Mann „in den besten Jahren“ in das Mädchen, doch muss er seine Haltung überdenken, als er zufälligerweise ein Gespräch mithört, in dem es um Dollys (angeblich platonischen) Freund Fred geht. In seiner ruhigen, vornehmen Art zieht sich der Herzog zurück. Nach diversen Missverständnissen kommen nicht nur Dolly und Fred als Paar zusammen, sondern es gelingt der wirbeligen Theaternovizin außerdem, aus dem erfolglosen Klarinettisten einen gefragten Schlagerkomponisten zu machen, der dank Dollys Einsatz bald seinen ersten großen Hit landen kann.

## Produktionsnotizen
Dolly macht Karriere wurde vom 29. Juli bis zum 20. August 1930 in den UFA-Ateliers in Neubabelsberg gedreht und am 1. Oktober 1930 in Dolly Haas’ Heimatstadt Hamburg uraufgeführt. Die Wiener Premiere fand am 23. Oktober 1930, die Berliner einen Tag später statt.
Noé Bloch übernahm auch die Produktionsleitung. Die Filmbauten schufen Jacques Rotmil und Heinz Fenchel, die Kostüme entwarf Ernst Stern. Die Tänze studierte Ernst Matray ein. Willy Schmidt-Gentner übernahm die musikalische Leitung, die Liedtexte verfassten Irma von Cube und Arthur Rebner.
Der Film war ein großer Publikumserfolg und markierte den Beginn der beeindruckenden Karrieren von Anatole Litvak und Dolly Haas.

## Musiktitel
Folgende Musiktitel werden gespielt:
- Du hast den Gang von der Harvey
- Küß mich!
- Laß’ mir nur ein kleines Stück von Dir
- Mein Schatz hat eine Klarinette
- Sprich’ Dich aus, mein Kind
- Was ist denn das?

Diese Titel wurden im Ufaton-Musikverlag veröffentlicht.

## Kritik
„Als besonderes Merkmal des Films ist das vom ersten bis letzte Bilde ohne Unterbrechung anhaltende flotte Tempo  festzustellen, dessen Wirkung, durch die auf solches Tempo abgestimmte graziöse Musik … stark unterstützt, sich sofort dem Publikum mitteilt. Frechheitere Leichtigkeit in der Behandlung der durcheinander wirbelnden Vorgänge und die Schmissigkeit des Dialogs geben dem Ganzen eine ganz eigene, charakteristische Note.“

In Das große Personenlexikon des Films heißt es, bei Dolly macht Karriere handele es sich um eine „beschwingte(n) Komödie“.
Als der Film im Juli 1931 in den USA anlief, kritisierte die New York Times zwar die „stereotype Natur“ der Geschichte, bezeichnete aber „die Schauspielerei und die Kameraarbeit als exzellent“.
Das Fachblatt Variety wiederum befand, Dolly macht Karriere sei „der beste Film, den die UFA bislang in New Yorks Cosmopolitan“-Kino gezeigt habe.